# Joint European Torus
De Joint European Torus (JET) is 's werelds grootste kernfusie-experiment gelegen in Culham, vlakbij Oxford in Engeland. Het ontwerp van JET begon in 1973. In 1979 startte de bouw en het experiment werd in 1983 in bedrijf genomen. JET was de eerste tokamak ter wereld waarin met de echte fusiebrandstof, deuterium en tritium, gewerkt werd.
JET is nog steeds houder van het wereldrecord opwekking fusie-energie: in 1997 werd gedurende 1 seconde 16 megawatt opgewekt, en een continu fusievermogen van 4 MW gedurende 4 seconden. Bij zo'n test verbruikt de machine 700 MW aan electriciteit. JET is nu een Europese gebruikersfaciliteit waar honderden wetenschappers uit Europa, Japan, de VS en Rusland onderzoek komen doen.
In 2022 werd een recordduurtijd voor fusie bekomen. Over 5 seconden werd 59 megajoule hitte-energie opgewekt. Dit kwam overeen met een fusiekracht van 11 MW. Bij het record van 1997 werd 22 MJ opgewekt. Het feit dat over 5 seconden fusie kon plaatsvinden toont dat kernfusie langdurig kan plaatsvinden, wat nodig zal zijn in de kernfusiereactoren in opbouw.
Het wetenschappelijke programma van JET, en het Europese fusie-onderzoek in het algemeen, wordt gecoördineerd door het European Fusion Development Agreement (EFDA).

## Opvolger JET
De tokamak van de Joint European Torus is te klein voor commercieel gebruik. Het rendement van de tokamak is te laag. Bij het opwekken van energie gaat er meer energie in dan eruit komt. Voor de productie van elektriciteit dient dit natuurlijk omgekeerd te zijn. Om die reden is men in 2006 in Frankrijk begonnen met de bouw van ITER, een tokamak die groter is dan JET en die de geschiktheid van kernfusie moet onderzoeken voor commercieel gebruik. De ITER zal met 50 MW aan elektrisch vermogen ruim 500 MW aan thermisch vermogen opwekken.
Daarnaast zijn er plannen voor een eerste DEMO-energiecentrale, die na ITER gebouwd zou worden, met 300 tot 500 MW netto opbrengst via een gesloten brandstofcircuit.